# Gnomidolon musivum
Gnomidolon musivum är en skalbaggsart som först beskrevs av Wilhelm Ferdinand Erichson 1847.  Gnomidolon musivum ingår i släktet Gnomidolon och familjen långhorningar.
Artens utbredningsområde är:
- Guyana.
- Surinam.
- Venezuela.

Inga underarter finns listade i Catalogue of Life.